# Esther (film fra 2015)
Esther er en dansk kortfilm fra 2015 instrueret af Kristian Marstal.

## Handling
Esther er depressiv og lever under sin religiøse mands tyranniske kontrol. Fanget i sit eget hoved og husets fire vægge plages hun af syner og det smertefulde minde om hendes afdøde barn. Hendes mand vil ikke lade hende søge hjælp og forbyder hende at sætte en fod uden for huset. Hun indser, at hun må befri sig selv.

## Medvirkende
- Anna Sampson, Esther
- Kim Sønderholm, Johan
- Carl Z. Marstal, Sønnen